# أنطيوخوس السابع

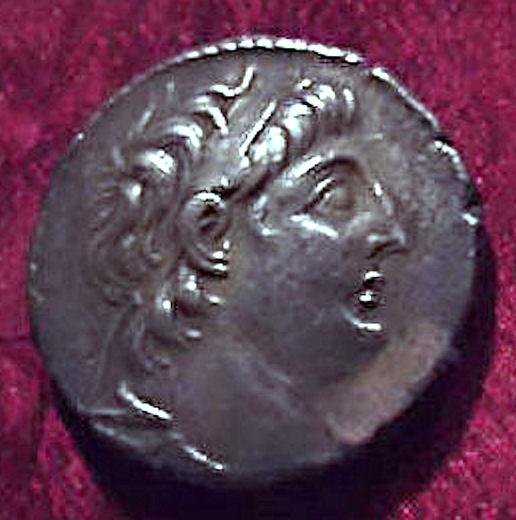
أنطيوخوس السابع

أنطيوخيوس السابع ملك الدولة السلوقية حكم (من 138 ق.م- 129 ق.م)وابن ديميتريوس الأول (المخلص) و أخ ديمتيريوس الثاني (الفاتح) كان آخر حاكم سلوقي ذي مكانة رفيعة.
تمكن من هزيمة ديودوتس وحاصر مملكة اليهود مما اضطر ملكهم لدفع المال وفك الحصار. أراد أنطيوخوس استعادة الأراضي الشرقية من المملكة بلاد مابين النهرين وبابل وميديا من الفرثيين و تمكن من هزيمتهم في معركتين وفي آخر معركة قُتل الملك الفرثي واستعادة تلك الأراضي لدولته.
قام فراتس الثاني بإطلاق سراح ديميتريوس الثاني بعد سجن طويل للمطالبة بعرش الدولة السلوقية ضد أخيه، وثارت عدة مدن ميدية ضد حامياتها السلوقية ودخل الجيش الفرثي إلى البلاد خلسة ومات أنطيوخوس السابع في المعركة وكان نهاية مناسبة لورثة سلوقس الأول (المنتصر).
بعد أنطيوخوس السابع استعاد الفرثيون الأراضي التي خسروها مؤخرا وأصبحت الدولة الفرثية محصورة بسوريا.